# Acid trance
Acid trance eller bare acid er en undergenre af trance, Goa trance. Dens oprindelse startede i de tidelige 1990'ere hvor nogle mindre grupper af DJ's fra Belgien forsøgte at skabe en undergenre af trance, hvor bagrundslyden var i højere fokus end melodien.
Acid trance forbindes tit med new beat, acid house   men de er helt forskellige.
En af de mest kendte personer inde for acid trance er den tyske DJ Kai Tracid.